# Riksmötet 2004/2005
Riksmötet 2004/05 var Sveriges riksdags verksamhetsår 2004–2005. Det pågick från riksmötets öppnande den 14 september 2004 till riksmötets avslutning den 18 juni 2005.
Riksdagens talman under riksmötet 2004/05 var Björn von Sydow (S).